# Caulopsis attenuata
Caulopsis attenuata är en insektsart som beskrevs av Bruner, L. 1915. Caulopsis attenuata ingår i släktet Caulopsis och familjen vårtbitare. Inga underarter finns listade i Catalogue of Life.